# آرچیبالد جیمز هالکت کسلز
آرچیبالد جیمز هالکت کسلز (انگلیسی: James Cassels; ۲۸ فوریهٔ ۱۹۰۷ – ۱۳ دسامبر ۱۹۹۶) فرمانده نظامی اهل بریتانیا بود. وی برندهٔ جوایزی همچون نشان حمام و نشان امپراتوری بریتانیا شده‌است.
یک افسر ارشد ارتش بریتانیا بود که از سال ۱۹۶۵ تا ۱۹۶۸ به عنوان رئیس ستاد کل، فرمانده حرفه‌ای ارتش بریتانیا، خدمت کرد. در جوانی، او یک بازیکن کریکت درجه یک بود، ابتدا در هند برای اروپایی‌ها در مقابل هندوها در مسابقات لاهور بازی کرد و سپس برای تیم منتخب فرماندار پنجاب در مقابل تیم شمال هند و برای تیم منتخب نایب‌السلطنه در مقابل باشگاه روشنارا بازی کرد. او بعداً برای تیم کریکت ارتش بریتانیا در ورزشگاه اووال در مقابل نیروی هوایی سلطنتی بریتانیا بازی کرد و سپس برای تیم ملی مصر در مقابل تیم منتخب اچ.ام. مارتینو در اسکندریه بازی کرد.
کاسلز در جنگ جهانی دوم به عنوان فرمانده تیپ ۱۵۲ پیاده خدمت کرد و فرماندهی این تیپ را در عملیات گودوود، عملیات توتالایز و عملیات وریتیبل بر عهده داشت، قبل از اینکه در مراحل پایانی جنگ به عنوان افسر کل فرمانده لشکر ۵۱ (هایلند) منصوب شود.  او بعدها فرماندهی لشکر اول کشورهای مشترک‌المنافع را در جنگ کره بر عهده داشت و پیش از آنکه در دوران وضعیت اضطراری مالایا، مدیر عملیات در مالایا شود، افسر کل فرمانده سپاه اول (بریتانیا) بود.
کاسلز فرمانده گروه ارتش شمالی، سپس افسر کل فرمانده فرماندهی شرقی و سرانجام فرمانده کل ارتش بریتانیا در راین شد. او به عنوان رئیس ستاد کل، به دولت بریتانیا در مورد اجرای سند دفاعی ۱۹۶۶ مشاوره داد.